# Popovo
Popovo je naselje v Občini Tržič.